# Vigilijus Jukna
Vigilijus Jukna, né le 31 octobre 1968 à Kaunas, alors en Union soviétique, est un homme politique lituanien membre du Parti du travail (DP). Il est ministre de l'Agriculture entre 2012 et 2014.

## Biographie

### Engagement politique
En 2012, il se présente aux élections législatives mais échoue à obtenir un siège de député au Seimas. Cela ne l'empêche en rien d'être nommé le 13 décembre suivant ministre de l'Agriculture dans le gouvernement de coalition du social-démocrate Algirdas Butkevičius. Il est remplacé le 17 juillet 2014 par Virginija Baltraitienė.